# Bad Klosterlausnitz
Bad Klosterlausnitz este o comună din landul Turingia, Germania.